# 無影剣 SHADOWLESS SWORD
『無影剣 SHADOWLESS SWORD』（むえいけんしゃどうれすそーど、朝鮮語: 무영검）は、2005年に公開された韓国映画。
西暦926年に契丹国によって滅ぼされた渤海国の生き残りである王子と女性剣士が、彼らを抹殺しようとする東丹国の武将や暗殺者らと闘う様子を描いた歴史アクション映画（剣戟映画）で、撮影は中国で行われた。北米や欧州では『The Legend Of The Shadowless Sword』（無影剣の伝説）というタイトルでDVDが発売された。

## ストーリー
西暦926年、契丹が渤海へ侵攻し上京龍泉府を占領した際、渤海の武将でありながら渤海王族に怨恨のあったクン・ファピョン（シン・ヒョンジュン）は母国を裏切って契丹に寝返り、渤海王族を殺害し更に王族に伝わる剣や剣技を手に入れた。
渤海の王族は契丹の侵攻時に全て殺害されたと思われていたが、ただ一人、以前政争に巻き込まれて王家を追放されていた王子テ・ジョンヒョン（イ・ソジン）が生き残っていた。渤海国の大臣イム・ソンジは渤海軍最強の女性剣士であるヨン・ソハ（ユン・ソイ）に、王子を探し出し護衛するよう命じる。
ソハは市井の人となっていたジョンヒョンを見つけ、彼に渤海王族として亡命政府を率いる事を請うが、自由な暮らしに慣れ、また政争により王家を追われた過去を持つジョンヒョンはその気にならず、ソハに反発する。
一方、契丹が渤海領を封じるため設立した東丹国の将軍となっていたファピョンもジョンヒョンの存在に気づき、女性剣士メ・ヨンオクらからなる刺客団を送り込む。

## キャスト
| 役名             | 俳優                 | 日本語吹替 | 役柄                         |
| ---------------- | -------------------- | ---------- | ---------------------------- |
| テ・ジョンヒョン | イ・ソジン           | 落合弘治   | 渤海の王子                   |
| ヨン・ソハ       | ユン・ソイ           | 皆川純子   | 渤海の女性剣士               |
| クン・ファピョン | シン・ヒョンジュン   | 家中宏     | 東丹国の将軍                 |
| メ・ヨンオク     | イ・ギヨン           | 北西純子   | ファピョン配下の女性剣士     |
| マブル           | パク・ソンウン       |            | ファピョン配下の怪僧（刺客） |
| イム・ソンジ     | チン・ボンジン       |            | 渤海の大臣                   |
| --               | チェ・ジウ ※友情出演 | 田中美里   | 飛刀門の女性剣士             |

## スタッフ
- 監督：キム・ヨンジュン
- 脚本：キム・テグァン、シン・ジュネ
- 製作：チョン・テウォン
- 撮影：ソ・クネ
- 美術：ハ・サンホ
- 音楽：キム・ジュンソン
- 武術：マ・オクソン